# Alan Haworth
Alan Joseph Gordon Haworth (né le 1er septembre 1960 à Drummondville, au Québec, au Canada) est un joueur de hockey sur glace professionnel qui jouait au poste de centre, notamment dans la Ligue nationale de hockey. 

## Biographie
Haworth est repêché au 95e rang au total du repêchage d'entrée dans la LNH 1979 par les Sabres de Buffalo. Sa carrière junior se déroule chez les Saguenéens de Chicoutimi ainsi que chez les Castors de Sherbrooke. Chez les Castors, Haworth démontre ses talents de marqueur en obtenant une saison de 50 buts et de 120 points. Par son efficacité, il aide son équipe à atteindre deux années consécutives la finale de la Ligue de hockey junior majeur du Québec. Mais son équipe ne remporte pas la Coupe du président (LHJMQ).
Haworth a commencé sa carrière dans la LNH en 1980-1981. Il fait une bonne première saison avec Buffalo car il est nommé la recrue de l’année chez les Sabres. Deux ans plus tard en 1982, les Sabres l’échange à Washington contre des choix au prochain repêchage. C’est dans cette équipe qu’il obtient ses meilleures saisons en carrière avec un sommet de 34 buts et de 73 points en 1986. L’année suivante, il est impliqué dans une transaction majeure avec les Nordiques de Québec. Il est échangé avec son coéquipier Gaétan Duchesne à ses derniers en retour d’un des joueurs-vedettes des Nordiques, Dale Hunter. L’échange fait une commotion à Québec. Cet échange inclut le premier choix de Washington au repêchage de 1987. Les Nordiques sélectionnent Joe Sakic. Après une seule saison à Québec où il se débrouille bien, il quitte la LNH pour aller jouer en Suisse avec le CP Berne. Il connaît là-bas de très bonnes saisons étant le meilleur pointeur de son équipe durant deux saisons et remportant trois championnats de Suisse.
En 1989 il est échangé au North Stars du Minnesota contre les droits du « Démon blond », Guy Lafleur. Il n’évoluera pas avec cette équipe.
Après sa carrière de hockeyeur, au Québec, il devient entraîneur-chef dans la ligue de hockey semi-professionnelle du Québec qui deviendra la Ligue nord-américaine de hockey. Il est le meneur des Papetiers de Windsor, du Prolab de Thetford Mines ainsi que quelques années plus tard de l’Isothermic de Thetford Mines. Pendant 3 ans, à partir de 2005, il devient entraîneur-chef en Europe pour les équipes du CP Berne, et du HC TWK Innsbruck.
Depuis 2009, il est dépisteur pour les Capitals de Washington.

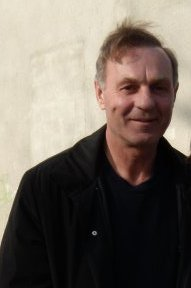
Alah Haworth a déjà été échangé contre les droits sur Guy Lafleur

## Vie personnelle
Il est le fils de Gordie Haworth qui évolua dans la LNH brièvement et le frère de Carey Haworth.

## Statistiques
| Saison     | Équipe                     | Ligue      |     | Saison régulière | Saison régulière | Saison régulière | Saison régulière | Saison régulière |    | Séries éliminatoires | Séries éliminatoires | Séries éliminatoires | Séries éliminatoires | Séries éliminatoires |
| Saison     | Équipe                     | Ligue      | PJ  | B                | A                | Pts              | Pun              | PJ               | B  | A                    | Pts                  | Pun                  |                      |                      |
| 1975-1976  | Olympique de Drummondville | QAAA       |     |                  |                  |                  |                  |                  |    |                      |                      |                      |                      |                      |
| 1976-1977  | Saguenéens de Chicoutimi   | LHJMQ      | 68  | 11               | 18               | 29               | 15               | 8                | 1  | 1                    | 2                    | 7                    |                      |                      |
| 1977-1978  | Saguenéens de Chicoutimi   | LHJMQ      | 59  | 17               | 33               | 50               | 25               |                  |    |                      |                      |                      |                      |                      |
| 1978-1979  | Castors de Sherbrooke      | LHJMQ      | 70  | 50               | 70               | 120              | 63               | 12               | 6  | 10                   | 16                   | 8                    |                      |                      |
| 1979-1980  | Castors de Sherbrooke      | LHJMQ      | 45  | 28               | 36               | 64               | 50               | 15               | 11 | 16                   | 27                   | 4                    |                      |                      |
| 1980-1981  | Sabres de Buffalo          | LNH        | 49  | 16               | 20               | 36               | 34               | 7                | 4  | 4                    | 8                    | 2                    |                      |                      |
| 1980-1981  | Americans de Rochester     | LAH        | 21  | 14               | 18               | 32               | 19               |                  |    |                      |                      |                      |                      |                      |
| 1981-1982  | Sabres de Buffalo          | LNH        | 57  | 21               | 18               | 39               | 30               | 3                | 0  | 1                    | 1                    | 2                    |                      |                      |
| 1981-1982  | Americans de Rochester     | LAH        | 14  | 5                | 12               | 17               | 10               |                  |    |                      |                      |                      |                      |                      |
| 1982-1983  | Capitals de Washington     | LNH        | 74  | 23               | 27               | 50               | 34               | 4                | 0  | 0                    | 0                    | 2                    |                      |                      |
| 1983-1984  | Capitals de Washington     | LNH        | 75  | 24               | 31               | 55               | 52               | 8                | 3  | 2                    | 5                    | 4                    |                      |                      |
| 1984-1985  | Capitals de Washington     | LNH        | 76  | 23               | 26               | 49               | 48               | 5                | 1  | 0                    | 1                    | 0                    |                      |                      |
| 1985-1986  | Capitals de Washington     | LNH        | 71  | 34               | 39               | 73               | 72               | 9                | 4  | 6                    | 10                   | 11                   |                      |                      |
| 1986-1987  | Capitals de Washington     | LNH        | 50  | 25               | 16               | 41               | 43               | 6                | 0  | 3                    | 3                    | 7                    |                      |                      |
| 1987-1988  | Nordiques de Québec        | LNH        | 72  | 23               | 34               | 57               | 112              |                  |    |                      |                      |                      |                      |                      |
| 1988-1989  | CP Berne                   | LNA        | 36  | 23               | 30               | 53               | 63               | 11               | 8  | 2                    | 10                   | 28                   |                      |                      |
| 1989-1990  | CP Berne                   | LNA        | 36  | 31               | 30               | 61               | 79               | 11               | 7  | 6                    | 13                   | 31                   |                      |                      |
| 1990-1991  | CP Berne                   | LNA        | 36  | 27               | 15               | 42               | 109              | 5                | 2  | 6                    | 8                    | 2                    |                      |                      |
| 1991-1992  | CP Berne                   | LNA        | 31  | 14               | 22               | 36               | 97               | 10               | 7  | 6                    | 13                   | 14                   |                      |                      |
| Totaux LNH | Totaux LNH                 | Totaux LNH | 524 | 189              | 211              | 400              | 425              | 42               | 12 | 16                   | 28                   | 28                   |                      |                      |
| Totaux LNA | Totaux LNA                 | Totaux LNA | 133 | 95               | 97               | 192              | 348              | 37               | 24 | 20                   | 44                   | 75                   |                      |                      |